# 科尔布勒斯
科尔布勒斯（法語：Corbreuse，法語發音：[kɔʁbʁøz] ⓘ）是法国法兰西岛大区埃松省的一个市镇，属于埃唐普区。

## 地理
科尔布勒斯（48°29'56"N, 1°57'40"E）面积15.79 平方千米，位于法国法蘭西島大區埃松省，该省份为法国北部内陆省份，北起上塞纳省和马恩河谷省，西接厄尔-卢瓦省和伊夫林省，南至卢瓦雷省，东临塞纳-马恩省。
与科尔布勒斯接壤的市镇（或旧市镇、城区）包括：圣梅姆、阿兰维尔、聖馬丹-德布雷唐庫爾、欧通拉普莱讷、沙蒂尼翁维尔、杜尔当、莱格朗日勒鲁瓦、里沙维尔。

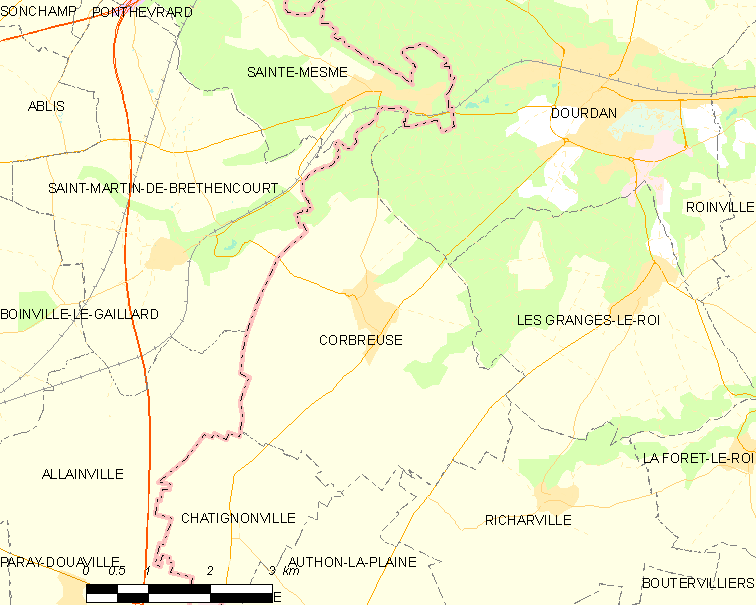
科尔布勒斯的OSM定位图

科尔布勒斯的时区为UTC+01:00、UTC+02:00（夏令时）。

## 行政
科尔布勒斯的邮政编码为91410，INSEE市镇编码为91175。

## 政治
科尔布勒斯所属的省级选区为杜尔当县。

## 人口

1962-2008年间科尔布勒斯人口变化图示

科尔布勒斯于2022年1月1日时的人口数量为1675人。